# Holcus gayanus
Holcus gayanus är en gräsart som beskrevs av Pierre Edmond Boissier. Holcus gayanus ingår i släktet mjuktåtlar, och familjen gräs. Inga underarter finns listade i Catalogue of Life.